# Garciella nitratireducens
Garciella nitratireducens è una specie di batterio appartenente alla famiglia delle Clostridiaceae.